# Letiště Vysoké Mýto
Letiště Vysoké Mýto (ICAO: LKVM) je mezinárodní neveřejné, vnitrostátní veřejné letiště u českého města Vysoké Mýto. Provozuje ho Aeroklub Vysoké Mýto, funguje zde také letecká škola, vyhlídkové lety a letecký servis, slouží pro soukromé a sportovní účely. Letiště je otevřeno každoročně o víkendech mezi 15. dubnem až 15. říjnem, jinak na vyžádání. V roce 2016 bylo v Aeroklubu Vysoké Mýto registrováno kolem padesáti členů, přičemž aktivně létajících bylo přibližně čtyřicet.
V roce 2014 přistávalo na letišti týdně přibližně 100 letadel s tržbou kolem 85 tisíc Kč.
Letiště má jednu asfaltovou (12L/30R) a dvě travnaté dráhy (12R/30L, 14/32).

## Historie

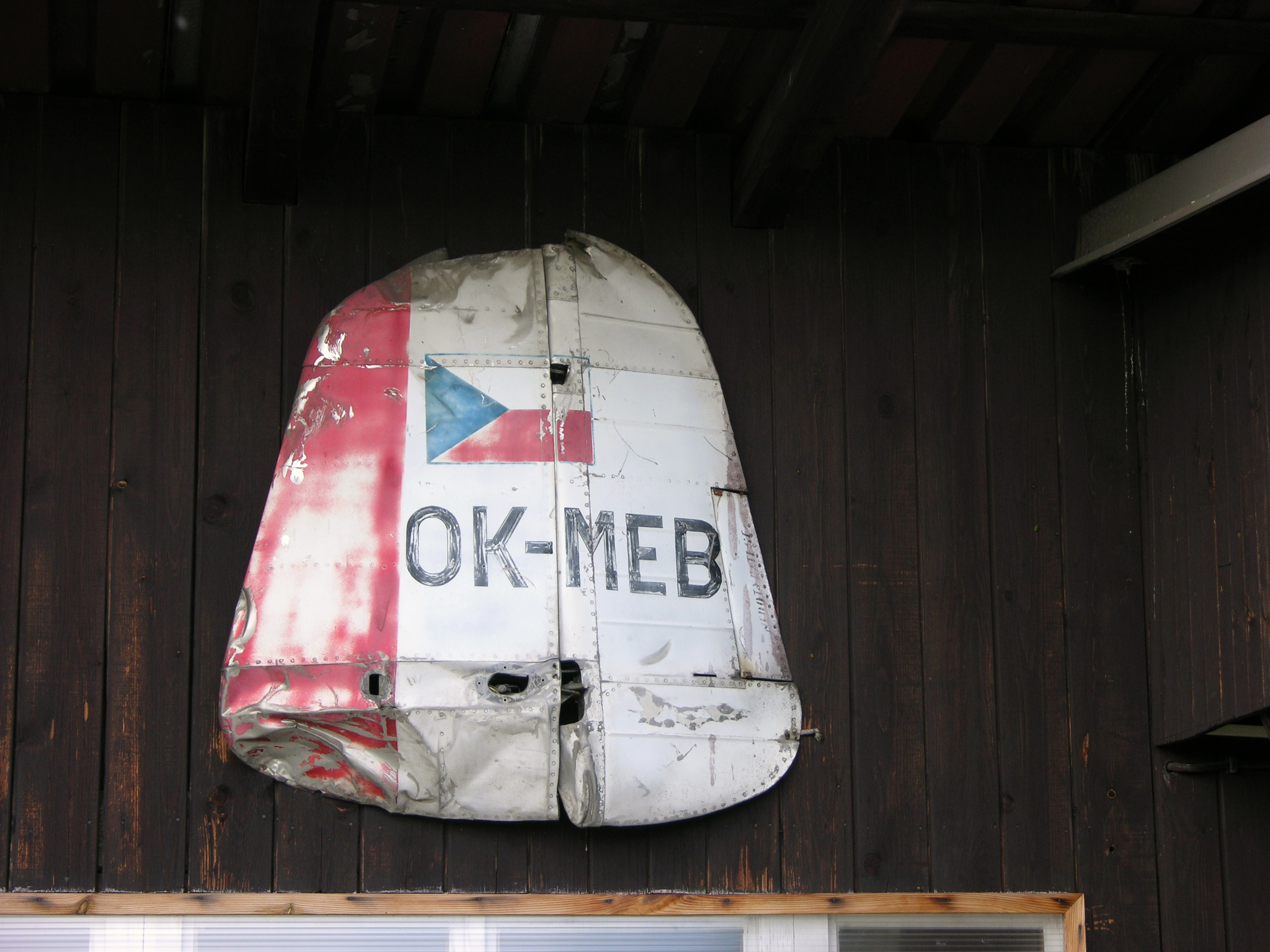
Detail hangáru

Současné letiště se rozkládá na ploše bývalého cvičiště 35. pěšího pluku a podle pamětníků zde měla svou výcvikovou základnu i kavalerie s koňmi.
V roce 1911 zde se svým letounem typu Blériot XI přistál průkopník letectví Jan Kašpar po přeletu z Pardubic. Na začátku 30. let 20. století se zde vznikla pobočka Kašparovy župy Masarykovy letecké ligy, ta měla za úkol zajistit systematický letecký výcvik a zaujmout další lidi do létání. Významnou pomocí pro tuto místní pobočku byla přidružená výroba větroňů ve firmě Karosárna-Sodomka.
V roce 1938 byl postaven první, dnes už tedy historický hangár firmou Sodomka, která působila ve Vysokém Mýtě. Na konci 30. let došlo k terénním úpravám plochy tak, aby vyhovovala jako záložní letiště pro potřeby armády. V období druhé světové války bylo letiště Vysoké Mýto jako jedno z mnoha využíváno německou Luftwaffe jako výcviková a průzkumná základna, působily zde letouny Focke-Wulf Fw 190, Heinkel He 111 či Messerschmitt Bf 110. Od poloviny do konce dubna 1945 letiště, kterému bylo přiděleno krycí pojmenování Maulwurf (Krtek), získalo operační roli a působily z něj transportní letouny He 111, vlečné Do 17 a nákladní kluzáky DFS 230 a Go 242 Gruppe „Herzog“, převážně nočními lety zásobující jednotky Wehrmachtu obklíčené ve Vratislavi. Počátkem května 1945 pak z něj krátce operovala bitevní skupina III./SG 10 s letouny Fw 190F.
Po válce byl obnoven provoz, i když nebylo moc prostředků. Působili zde zaměstnanci Orličanu Choceň (dnes firma Schempp-Hirth – např. Schempp-Hirth Standar Cirrus) se také příznivě projevila v některých přírůstcích do leteckého parku aeroklubu.
Převážné současné zázemí letiště bylo dokončeno v roce 1987.
Začátkem 80. let 20. století zde bylo uvažováno o výstavbě leteckého střediska pro zemědělské práce, společnosti Slov-Air, ale rozhodnutím tehdejších orgánů bylo toto středisko vybudováno na letišti v Ústí nad Orlicí. Na letišti Vysoké Mýto bylo později vybudováno středisko pro výcvik a školení nových práškařských pilotů.
V 80. letech 20. století byla také vybudovaná pro potřeby Slov-Airu současná vzletová a přistávací dráha, létaly zde Antonovy-2 a letadla Zlín Z-37 Čmelák.

### 2000–současnost
Mezi 31. červencem až 12. srpnem 2016 se zde konalo plachtařské mistrovství juniorů České republiky, v klubové třídě juniorů startovalo 33 plachatařů.